# Ostfriesenblut
Ostfriesenblut ist ein deutscher Fernsehkrimi von Rick Ostermann aus dem Jahr 2018, der auf dem gleichnamigen Roman des Schriftstellers Klaus-Peter Wolf basiert und die zweite Verfilmung der ZDF-Reihe Ostfrieslandkrimis. Die deutsche Erstausstrahlung erfolgte am 29. Dezember 2018 im ZDF.

## Handlung
Die Polizistin Ann Kathrin Klaasen hat eigentlich einen freien Tag, doch als sie nach einem Strandspaziergang an der ostfriesischen Küste nach Hause kommt, findet sie eine Leiche vor ihrer Haustür. Nach der ersten Untersuchung ist die alte Frau schon 5–6 Tage tot und jemand hat sie offensichtlich ganz bewusst bei der Kommissarin abgelegt. Niemand aus der Nachbarschaft hat jedoch etwas davon bemerkt und seltsamerweise haben die Überwachungskameras an Klaasens Haus nichts aufgezeichnet. Laut einer Vermisstenmeldung aus Leer könnte es sich bei dem Opfer um Frau Renate Sieber handeln. Klaasen und ihre Kollegen sehen sich deren Wohnung an und sind sich sicher, dass die Frau hier zu Tode gequält wurde. Der Mörder hatte sie an ihrem Stuhl festgebunden und verdursten lassen. Die Umstände sind überaus mysteriös, vor allem die Tatsache, dass dem Opfer die Augen mit Klebeband fixiert wurden, damit sie offen bleiben, so als ob der Mörder Renate Sieber zwingen wollte „hinzuschauen“. Klaasen entdeckt, dass im Bücherregal ein Buch fehlt, das bis vor kurzem noch dort gestanden haben muss. Dabei handelt es sich um das Buch Disziplin & Gehorsam von einem Heinrich Jansen, der jahrelang ein Kinderheim in Moorweide geleitet hatte.
Einen Tag später wird Reinhold Münzner, Besitzer eines Betonwerkes in Aurich, tot aufgefunden. Der Mann wurde erschlagen und der Mörder hat ihm Essensreste in den Mund gestopft. Klaasens Kollege Rupert vermutet den gleichen Täter wie bei Renate Sieber. Erste Recherchen bringen zutage, dass Münzner Waise war und in dem Kinderheim in Moorweide aufgewachsen war. Somit scheint dieses Heim die Verbindung zu sein. Recherchen ergeben, dass Renate Sieber dort als Assistentin des Heimarztes tätig gewesen war. Das Heim selber existiert seit ca. 40 Jahren nicht mehr und wurde abgerissen. Die damaligen Zustände waren für die Insassen nahezu unerträglich, da sie nicht nur unter Sadismus nach den Lehren von Jansens Disziplin & Gehorsam zu leiden hatten, sondern auch unter den Kindern selbst Zwietracht und Neid geschürt wurde. Da Heinrich Jansen noch zu leben scheint, wollen Klaasen und ihr Kollege Frank Weller den Mann befragen. Als sie in der Seniorenresidenz eintreffen, ist Jansen spurlos verschwunden. Kurz vor den Ermittlern hat sich Thomas Hagemann in die Residenz geschlichen und den seit einiger Zeit dementen Jansen entführt.
Thomas Hagemann kam auf die Idee, als er nach einem Arztbesuch, bei dem ihm eine Krebsdiagnose bestätigt wurde, zufällig Heinrich Jansen begegnet war. Daraufhin hatte er im Internet recherchiert, wer von denjenigen, unter denen er als Kind so zu leiden hatte, noch am Leben war. Jansen ist nun der letzte auf Hagemanns Liste. Er bringt ihn zur Ruine einer alten Ziegelei und fesselt den alten Mann an einen Stuhl. Er drangsaliert ihn nun mit dessen eigenen Erziehungsmethoden der Schwarzen Pädagogik und lässt ihn zunächst erst einmal spüren, was Hunger bedeutet.
Die Ermittler kommen auf Hagemanns Spur, nachdem sie einen seiner ehemaligen Leidensgenossen ausfindig machen können. Er berichtet den Beamten, mit welchen Mitteln sie damals gezüchtigt wurden, und dass sie vor Hunger oft Essen aus der Küche gestohlen hatten. Jansen benutzte Reinhold Münzner als seinen Kapo, der unter anderem bei einer Strafaktion Thomas Hagemann Essensreste in den Mund gestopft hatte. Für derartige Schmutzarbeit wurde er dann privilegiert von Jansen behandelt. Arzthelferin Renate Sieber hätte den Kindern helfen können, wenn sie nicht weggesehen hätte bei den Verletzungen der Kinder, die oft von Schlägen herrührten. Hagemann hatte aus Hunger sogar einmal einen Frosch gegessen und wurde seitdem nur noch „Frosch“ genannt.
Der Versuch, Hagemann ausfindig zu machen, scheitert, da dieser seit Wochen „abgetaucht“ ist und seinen Wohnsitz abgemeldet hat. Klaasen ahnt nicht, dass Hagemann sie auserwählt hat und seit Tagen observiert. Er hat sie im Fernsehen bei einer Aktenzeichen-XY-Sendung im Interview mit Rudi Cerne gesehen, wo sie erklärt hatte, sich stets in den Täter hineinzuversetzen und ihn zu verstehen versucht. Endlich jemand zu finden, der ihn versteht, hat ihn dazu bewogen der Kommissarin Puzzleteile seiner Taten zuzuspielen, um ihr so Hinweise zu geben. Dass er zufällig bei ihr als Handwerker Überwachungskameras einbauen sollte, hatte er dann als Wink des Schicksal gesehen. Während Klaasen die Zusammenhänge klar werden, wird Hagemann erneut aktiv und entführt Klaasens Nebenbuhlerin Susanne Mönninghoff. Kurz darauf kontaktiert er Klaasen direkt in ihrem Haus und bringt sie auf ihren Wunsch zum Versteck von Jansen und Mönninghoff. Die Polizeikollegen finden ihre Spur und den Weg in die alte Ziegelei. Während Klaasen Hagemann zu überzeugen versucht aufzugeben, will er die Freundin ihres Mannes bestrafen und damit „seiner“ Kommissarin einen Gefallen zu tun. Dabei erschießt er zunächst den alten Jansen und versucht Klaasen zu provozieren, damit sie ihn tötet. Doch das eintreffende SEK verhindert das. Hagemann wird festgenommen und zunächst in einer onkologischen Klinik untergebracht.

## Nebenhandlung
Polizistin Ann Kathrin Klaasen steckt noch immer in einer persönlichen Krise. Nach der Untreue ihres Mannes kam es nicht nur zum Bruch ihrer Beziehung, sondern er nahm ihren gemeinsamen Sohn Eike einfach mit, als er zu seiner Freundin Susanne zog. Verhaltensauffälligkeiten von Eike in der Schule sind daraufhin die Folge und belasten Klaasen. In Krisensituationen sieht sie immer mal wieder ihren toten Vater. Seit er einem Verbrechen zum Opfer gefallen ist und sie den Täter nicht finden konnte, lässt ihr das keine Ruhe.

## Hintergrund
Ostfriesenblut ist der zweite Roman aus der Ostfriesenkrimi-Reihe von Klaus-Peter Wolf, der verfilmt wurde. Das ZDF kaufte die Filmrechte. Die Dreharbeiten erfolgten vom 4. Mai bis zum 6. Juli 2018.

## Rezeption

### Einschaltquote
Die Erstausstrahlung von Ostfriesenblut am 29. Dezember 2018 wurde in Deutschland von  6,48 Millionen Zuschauern gesehen und erreichte einen Marktanteil von 20,9 Prozent für das ZDF.

### Kritiken
Harald Keller wertete für tittelbach.tv und schrieb: „Wie der Premierenfilm bezieht ‚Ostfriesenblut‘ seine Spannung aus der intensiven Charakter-Zeichnung und der atmosphärischen Dichte der Geschichte. Mit Recht baut Regisseur Ostermann auf das Können seiner Schauspieler, allen voran Christiane Paul. Auf spekulative Gewalt- und Sexszenen hat er wohlweislich verzichtet – sie hätten dem Gehalt der Geschichte nur geschadet.“
Bei Prisma.de urteilte Wilfried Geldner: „Leider leidet […] der Film an [einer] Überfülle“ und macht „den Zuschauer“ „eher unspektakulär“ „zum Mitwisser. Es fehlt dann an eigentlicher Spannung, an Suspense. Zu klar liegt die Motivation des Täters zutage. Die Pädagogen von einst werden, wie auch die Wut des Täters, nicht gezeigt, sondern in Dialogen beredet. Die Kamera (Frank Küpper, Regie: Rick Ostermann) ist ausschnitthaft und fast froschlinsenhaft nah dran an den handelnden Personen. Eine Nähe, die schon wieder Distanz erzeugt.“